# Mariä Himmelfahrt (Mößling)

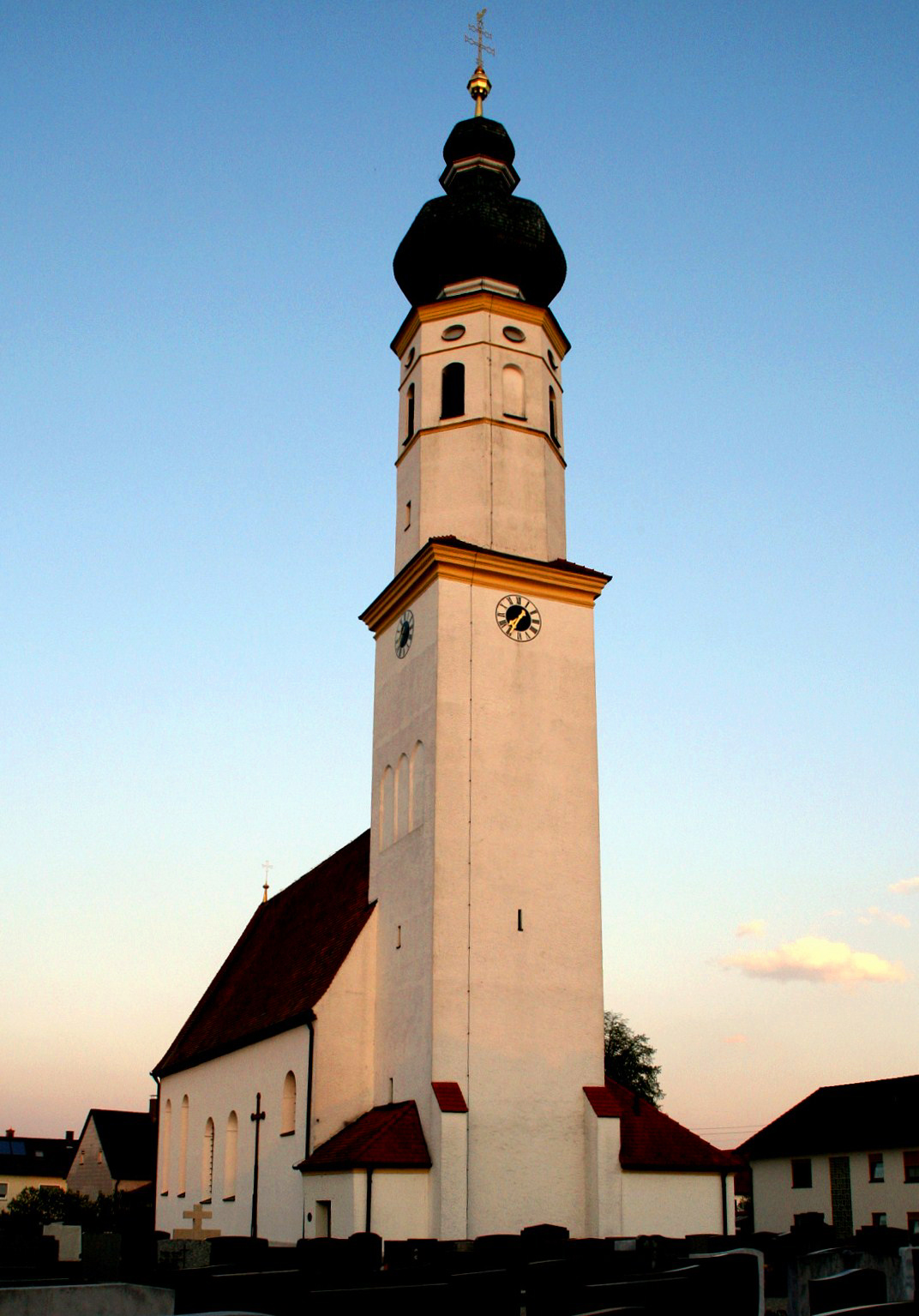
Mariä Himmelfahrt in Mößling

Die römisch-katholische Filialkirche Mariä Himmelfahrt steht in Mößling, einem Gemeindeteil der Stadt Mühldorf am Inn im oberbayerischen Landkreis Mühldorf am Inn. Sie ist in der Liste der Baudenkmäler in Mühldorf am Inn unter der Nr. D-1-83-128-210 eingetragen. Die Kirche gehört zum Dekanat Mühldorf im Erzbistum München und Freising.

## Beschreibung
Die gotische Saalkirche wurde im Kern im 15. Jahrhundert errichtet und 1767/68 barock umgestaltet. Sie besteht aus dem Langhaus zu vier Jochen, dem dreiseitig geschlossenen Chor zu zwei Jochen im Osten, der Sakristei an der Südwand des Chors und dem Kirchturm auf quadratischem Grundriss im Westen, in dessen oberem Bereich an vier Seiten die Zifferblätter der Turmuhr angebracht sind. Er wurde 1701/02 mit einem achteckigen Geschoss aufgestockt, das den Glockenstuhl mit vier Glocken enthält, und mit einer Welschen Haube bedeckt. 
Die Deckenmalereien im Innenraum wurden 1768 ausgeführt. Der Hochaltar wurde 1694 aufgestellt. Sein Altarretabel enthält ein Marienbildnis.